# Grand Prix Monako 1972
Grand Prix Monako 1972 (oryg. Grand Prix Automobile de Monaco) – 4. runda Mistrzostw Świata Formuły 1 w sezonie 1972, która odbyła się 14 maja 1972, po raz 19. na torze Circuit de Monaco.
30. Grand Prix Monako, 19. zaliczane do Mistrzostw Świata Formuły 1.

## Klasyfikacja
| Legenda oznaczeń w tabelach wyników Wyświetl szablon na nowej stronie | Legenda oznaczeń w tabelach wyników Wyświetl szablon na nowej stronie                                                                     |
| Oznaczenie                                                            | Wyjaśnienie |
| --------------------------------------------------------------------- | --- |
| Złoty                                                                 | Zwycięzca lub mistrzostwo |
| Srebrny                                                               | 2. miejsce lub wicemistrzostwo |
| Brązowy                                                               | 3. miejsce lub II wicemistrzostwo |
| Zielony                                                               | Ukończył, punktował (w klasyfikacji generalnej, gdy zdobył co najmniej jeden punkt na przestrzeni sezonu, poza trzema powyższymi opcjami) |
| Niebieski                                                             | Ukończył, nie punktował (w klasyfikacji generalnej, gdy nie zdobył co najmniej jednego punktu na przestrzeni sezonu)                      |
| Czerwony                                                              | Nie zakwalifikował się (NZ) |
| Czerwony                                                              | Nie prekwalifikował się (NPK) |
| Różowy                                                                | Nie ukończył (NU) |
| Różowy                                                                | Niesklasyfikowany (NS) (w klasyfikacji generalnej, gdy nie został sklasyfikowany w żadnym wyścigu sezonu)                                 |
| Czarny                                                                | Zdyskwalifikowany (DK) |
| Czarny                                                                | Wykluczony (WYK/EX) |
| Biały                                                                 | Nie wystartował (NW) |
| Biały                                                                 | Kontuzjowany (K/INJ) |
| Biały                                                                 | Wyścig odwołany (OD/C) |
| Bez koloru                                                            | Został wycofany (WYC/WD) |
| Bez koloru                                                            | Nie przybył (NP/DNA) |
| Bez koloru                                                            | Nie brał udziału w treningach (NT/DNP) |
| Bez koloru                                                            | Nie został zgłoszony (–) |
| Pogrubienie                                                           | Start z pole position |
| Kursywa                                                               | Najszybsze okrążenie wyścigu |
| †                                                                     | Nie ukończył, ale jego rezultat został zaliczony ze względu na przejechanie więcej niż 90% dystansu wyścigu.                              |
| *                                                                     | Sezon w trakcie |
| 1/2/3                                                                 | Punktowana pozycja w sprincie kwalifikacyjnym                                                                                             |
| Lista systemów punktacji Formuły 1                                    | |

| Pos | No | Kierowca             | Konstruktor  | Okrążeń | Czas/powód NU      | Poz. Start. | Punktów |
| --- | -- | -------------------- | ------------ | ------- | ------------------ | ----------- | ------- |
| 1   | 17 | Jean-Pierre Beltoise | BRM          | 80      | 2:26:55.3          | 4           | 9       |
| 2   | 6  | Jacky Ickx           | Ferrari      | 80      | + 38.2             | 2           | 6       |
| 3   | 8  | Emerson Fittipaldi   | Lotus-Ford   | 79      | + 1 okrążenie      | 1           | 4       |
| 4   | 1  | Jackie Stewart       | Tyrrell-Ford | 78      | + 2 okrążenia      | 8           | 3       |
| 5   | 15 | Brian Redman         | McLaren-Ford | 77      | + 3 okrążenia      | 10          | 2       |
| 6   | 16 | Chris Amon           | Matra        | 77      | + 3 okrążenia      | 6           | 1       |
| 7   | 12 | Andrea de Adamich    | Surtees-Ford | 77      | + 3 okrążenia      | 18          |         |
| 8   | 26 | Helmut Marko         | BRM          | 77      | + 3 okrążenia      | 17          |         |
| 9   | 21 | Wilson Fittipaldi    | Brabham-Ford | 77      | + 3 okrążenia      | 21          |         |
| 10  | 27 | Rolf Stommelen       | March-Ford   | 77      | + 3 okrążenia      | 25          |         |
| 11  | 3  | Ronnie Peterson      | March-Ford   | 76      | + 4 okrążenia      | 15          |         |
| 12  | 20 | Graham Hill          | Brabham-Ford | 76      | + 4 okrążenia      | 20          |         |
| 13  | 5  | Mike Beuttler        | March-Ford   | 76      | + 4 okrążenia      | 23          |         |
| 14  | 9  | Dave Walker          | Lotus-Ford   | 75      | + 5 okrążeń        | 14          |         |
| 15  | 14 | Denny Hulme          | McLaren-Ford | 74      | + 6 okrążeń        | 7           |         |
| 16  | 4  | Niki Lauda           | March-Ford   | 74      | + 6 okrążeń        | 22          |         |
| 17  | 23 | Carlos Pace          | March-Ford   | 72      | + 8 okrążeń        | 24          |         |
| NS  | 2  | François Cevert      | Tyrrell-Ford | 70      | Nie sklasyfikowany | 12          |         |
| NU  | 22 | Henri Pescarolo      | March-Ford   | 58      | Wypadek            | 9           |         |
| NU  | 7  | Clay Regazzoni       | Ferrari      | 51      | Wypadek            | 3           |         |
| NU  | 11 | Mike Hailwood        | Surtees-Ford | 48      | Wypadek            | 11          |         |
| NU  | 19 | Howden Ganley        | BRM          | 47      | Wypadek            | 20          |         |
| NU  | 10 | Tim Schenken         | Surtees-Ford | 31      | Wypadek            | 13          |         |
| NU  | 18 | Peter Gethin         | BRM          | 27      | Wypadek            | 5           |         |
| NU  | 28 | Reine Wisell         | BRM          | 16      | Silnik             | 16          |         |